# ISO 3511
ISO 3511 är en internationell ISO-standard för grafiska symboler för processtyrfunktioner och instrumentering utgiven på engelska 1977 och senare i översättning antagen som svensk standard. Standarden kompletterades 1984-1985 och fastställdes 6:e juni 1990 till att innehålla fyra delar:
- SS-ISO 3511-1 : Grundläggande symboler
- SS-ISO 3511-2 : Tillägg till grundläggande symboler
- SS-ISO 3511-3 : Detaljerade symboler för förbindningsscheman
- SS-ISO 3511-4 : Grundläggande symboler för beskrivning av processdatorfunktioner

Dessa har vanligt förekommande i process- och instrumentdiagram och förbindningsscheman, men håller successivt på att ersättas med ISO 14617.

## Beteckningar

### Kodnyckel
För styrfunktioner används bokstavsgrupper, där första delen anger vilken storhet som påverkar, den andra delen preciserar metoden om så behövs, medan tredje delen anger funktionssätt/typ.
Bestämningarna anges alltid i följande ordning: I, R, C, T, Q, S, Z, A.
|   | Första bokstav storhet                              | Andra delen            | Tredje delen                                    |
| - | --------------------------------------------------- | ---------------------- | ----------------------------------------------- |
| A | -                                                   | -                      | (A)larm                                         |
| B | -                                                   | -                      | Visning av tillstånd (t.ex. driftlampa)         |
| C | -                                                   | -                      | Styrning (regulator el. motsv.) (Control)       |
| D | Densitet                                            | Differens              | -                                               |
| E | Elektrisk (alla elektriska storheter såsom V, A, Ω) | -                      | Avkännande element                              |
| F | Flöde                                               | Kvot                   | -                                               |
| G | Läge, längd, mätning                                | -                      | -                                               |
| H | Manuell påverkan                                    | -                      | -                                               |
| I | -                                                   | -                      | Indikator, visning                              |
| J | -                                                   | Avsökning, skanning    | -                                               |
| K | Tid eller tidsprogram                               | -                      | -                                               |
| L | Nivå (level)                                        | -                      | -                                               |
| M | Fukt, relativ fuktighet                             | -                      | -                                               |
| N | Eget val (definieras i schemat)                     | -                      | Eget val (definieras i schemat)                 |
| O | Eget val (definieras i schemat)                     | -                      | -                                               |
| P | Tryck och vakuum                                    | -                      | Prov- eller testpunktsanslutning                |
| Q | Kvalitet (ex. analys, pH, konduktivitet)            | Integrering, summering | Integrerande, summerande                        |
| R | Radioaktivitet                                      | -                      | Skrivande, registrerande till media             |
| S | Hastighet eller frekvens                            | -                      | Kontakt (slutande, brytande, växlande)          |
| T | Temperatur                                          | -                      | Mätomvandlare, mätgivning av variabel           |
| U | Multivariabel                                       | -                      | Flerfunktionsenhet                              |
| V | Viskositet                                          | -                      | Ventil, spjäll, styrdon                         |
| W | Vikt, kraft                                         | -                      | -                                               |
| X | Oklassificerad variabel                             | -                      | Oklassificerad funktion, t.ex. signalomvandlare |
| Y | Eget val (definieras i schemat)                     | -                      | (Mätande) relä                                  |
| Z | -                                                   | -                      | Nöd- eller säkerhetsfunktion                    |

Observera att flera funktioner ur del tre kan kombineras.
Exempelvis skulle en regulator som mäter kvoten av ett flöde, och har både en lampa som visar att processen är inom parametrarna, ett minneskort dit mätdatan fortlöpande registreras och ett larm betecknas "FDICA" på processdiagrammet.

Skulle det behöva anges om det gäller ett högsta eller lägsta värde, som larmet ovan, skrivs H och/eller L i direkt anslutning direkt till höger men särskilt från beteckningen: FDICA L, FDICA H.